# André Erulin
André Erulin foi um oficial superior do Exército Francês, nascido em Saint-Etienne em 25 de outubro de 1907 e morto pela França em Hanói em 29 de junho de 1951. Ele foi o pai do Coronel Philippe Erulin, que se destacou durante a Batalha de Kolwezi.

## Biografia

### Família
Foi filho do Coronel Louis-Joseph Erulin, um Saint-Cyrien da promoção do Egito (1883), comendador da Legião de Honra, que comandou o 123º Regimento de Infantaria em Verdun durante os combates no Bois de la Caillette em maio de 1916.
Ele era o pai do Coronel Philippe Erulin, um Saint-Cyrien da promoção União Francesa (1954), comendador da Legião de Honra, que comandou o 2º Regimento Estrangeiros de Paraquedistas durante a Batalha de Kolwezi em maio de 1978.

### Treinamento
André Erulin se formou na Escola Militar Especial de Saint-Cyr em 1929, na turma do Marechal Gallieni. Ele então se formou na 60ª turma da Escola de Guerra em 1939.

### Campanha do Marrocos
Ao deixar Saint-Cyr em 1929, André Erulin foi designado como segundo-tenente do 60º Regimento de Infantaria, primeiro na Renânia e depois em Dole. Em 1933, o tenente André Erulin serviu no Marrocos no 4º Regimento de Tirailleurs Marroquinos, onde participou de operações nos territórios do sul. Ele lutou em particular nas batalhas de Koucer (agosto de 1933) e Tizi (fevereiro de 1934). Ele foi citado nas ordens do Regimento em agosto de 1933.
Após a campanha, ele retornou à França para se preparar para a Escola Superior de Guerra, onde ingressou em 1938. Ele foi promovido a capitão em setembro de 1938.

### Segunda Guerra Mundial

#### Campanha da França
Em 30 de agosto de 1939, foi designado para o Estado-Maior da 52ª Divisão de Infantaria, com quem passou toda a Batalha da França e onde recebeu uma citação na ordem do exército. Prestes a ser feito prisioneiro, ele escapou duas vezes e chegou à zona livre em julho de 1940. Ele foi então designado para o 5º Regimento de Infantaria em Saint-Étienne. Desmobilizado em novembro de 1942, ele foi colocado em licença de armistício em março de 1943.

#### Resistência interna francesa
Tendo se juntado à resistência e passado à clandestinidade no início de 1943, dentro da Organização de Resistência do Exército (ORA), sob o pseudônimo de “Carlhian”, o Capitão André Erulin organizou e ocultou lançamentos de paraquedas no setor de Mont-Dore, como parte de operações aéreas clandestinas.
Ele também ficou gravemente ferido em setembro de 1943 durante um transporte de armas.

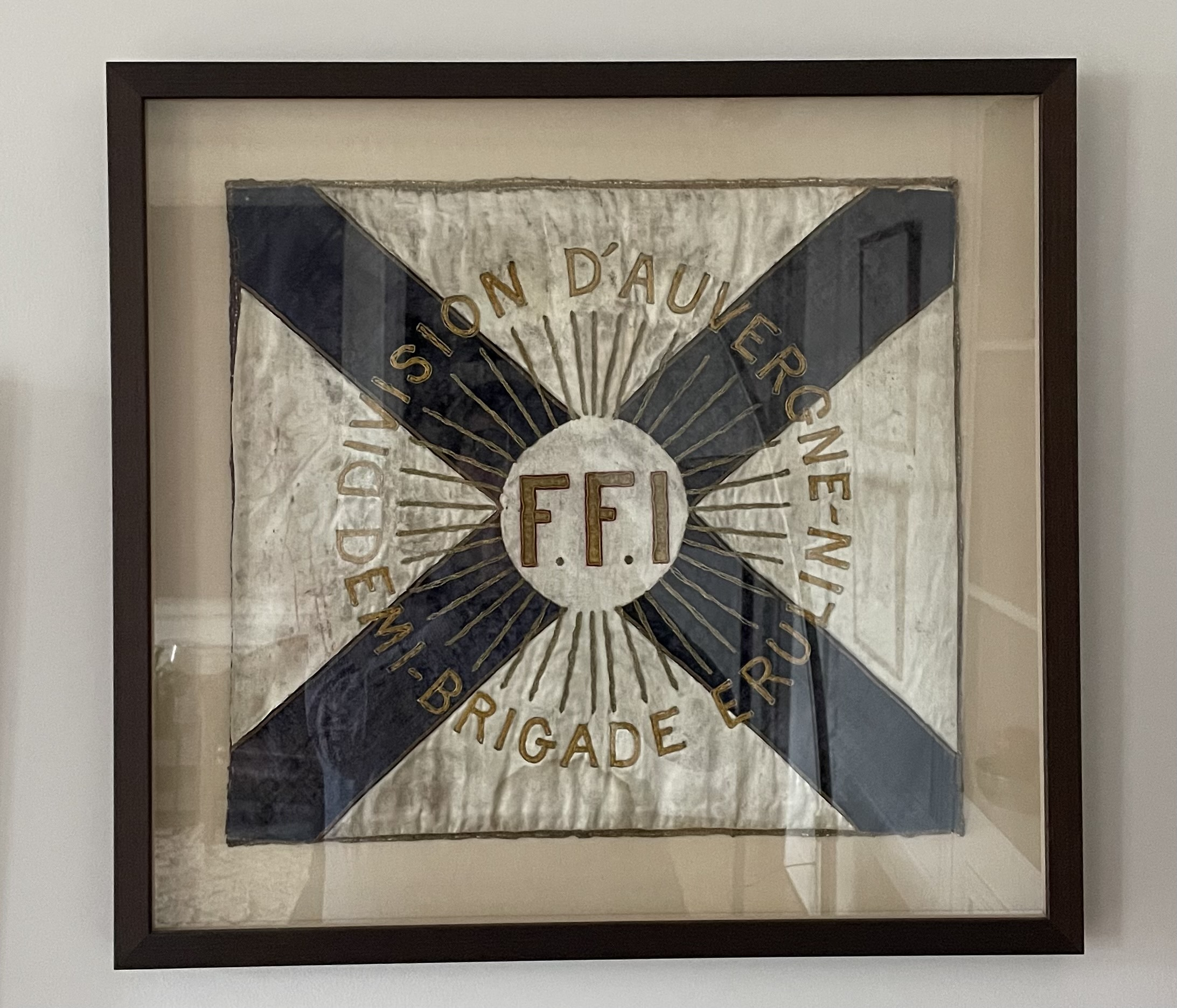
Flâmula da Meia-Brigada Erulin da FFI.

Nomeado comandante de batalhão das Forças do Interior Francesas (FFI) em 1º junho de 1944, foi nomeado vice-chefe do grupamento 22 em Cantal e então assumiu o comando do grupamento 11, também em Cantal, em 15 de julho. Uma semana depois, foi nomeado chefe do estado-maior do departamento e foi nesta posição que liderou as batalhas de Lioran e dirigiu o bloqueio de Saint-Flour.
Em 6 de setembro, ele assumiu o comando da coluna rápida nº 2 de Cantal. Em 15 de setembro, ele estava à frente da 1º Meia-Brigada, conhecida como "Meia-Brigada Erulin" onde as colunas rápidas se fundem nº 2 (Cantal) e nº 3 (Puy-de-Dôme).
De julho a setembro de 1944, a FFI da “Divisão de Auvergne” (que reúne os maquis de Cantal, Allier e Puy-de-Dôme) assediou as tropas alemãs em retirada e obteve, nomeadamente, a 10 de setembro na Ponte de Decize, a rendição da coluna Elster de 18.500 homens incluindo 5 generais.
Ele foi então nomeado Tenente-Coronel das FFI e foi citado na ordem do exército duas vezes por seus atos de resistência.

#### Campanha da Alemanha
As FFI da Divisão de Auvergne se torna "Regimento de Auvergne" e são integrados ao 1º Exército do General de Lattre em outubro de 1944. O Regimento recebeu oficialmente seu número do General de Lattre em novembro: "o 15.2" e seu lendário emblema de "Diabos Vermelhos", então sua bandeira, entregue em fevereiro de 1945 em Colmar pelo General de Gaulle.
O Tenente-Coronel FFI André Erulin assumiu então o comando do 1º Batalhão do 152º Regimento de Infantaria de onde veio a "Meia-Brigada Erulin". Participa de todas as batalhas da campanha da Alemanha que trará o "15.2" a Mulhouse (novembro), Colmar (fevereiro) e depois Stuttgart (abril), o que lhe rendeu três citações na ordem do exército. Ele foi gravemente ferido enquanto liderava seu batalhão, em 24 de novembro de 1944, em Courtelevant.
André Erulin foi restaurado ao posto de comandante de batalhão normalmente em dezembro de 1944.

### Guerra da Indochina

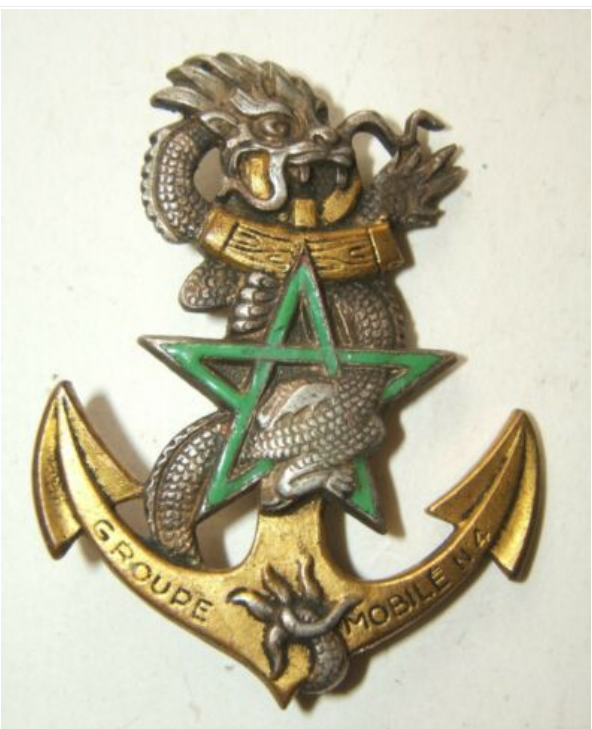
Insígnia do Grupo Móvel 4.

Entre 1945 e 1949, serviu no Estado-Maior na Alemanha (2º e 3º bureaux do comando de tropas e serviços em Berlim) e na França (3º bureau do Estado-Maior do Exército, depois foi designado para o gabinete militar do Secretário de Estado das Forças Armadas, Max Lejeune). Ele foi nomeado tenente-coronel em julho de 1949.
Ele pediu para servir na Indochina, para onde foi transferido em novembro de 1949. Ele esteve primeiro no Estado-Maior da Zona do Delta Norte sob as ordens do Coronel Gambiez, então vice-comandante do GMNA (Grupo Móvel Norte-Africano). Em dezembro de 1950, assumiu o comando do Grupo Móvel 4, que se destacaria à margem dos combates em Vĩnh Yên em Janeiro de 1951, na Operação Medusa (maio de 1951) e finalmente no Rio Day onde foi mortalmente ferido em 25 de Junho de 1951, quando o seu jipe embateu numa mina.
Ele morreu pela França no Hospital Lanessan, em Hanói, em 29 de junho de 1951. O General de Lattre fará seu elogio fúnebre em seu funeral em Hanói.
O Tenente-Coronel André Erulin é considerado um dos "marechais" do General de Lattre na Indochina. Ele será citado na ordem do exército três vezes durante sua estadia na Indochina.

## Condecorações

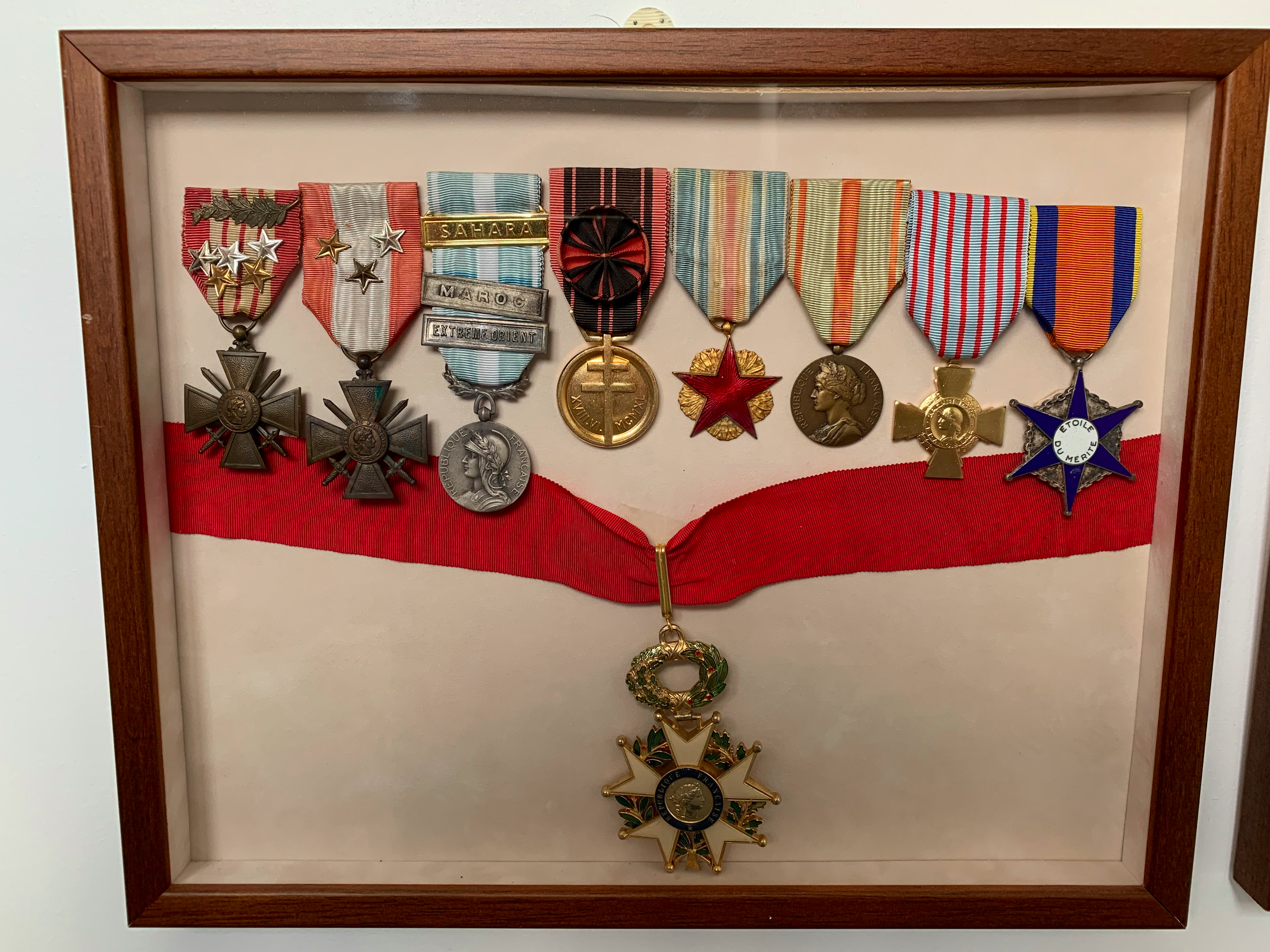
Condecorações do Tenente-Coronel André Erulin.

O Tenente-Coronel Erulin foi titular das seguintes condecorações:
- Comendador da Legião de Honra
- Cruz de Guerra 1939–1945 (1 palma, 2 estrelas de vermeil, 3 estrelas de prata)
- Cruz de Guerra dos Teatros de Operações Exteriores (1 estrela de vermeil, 1 estrela de prata, 1 estrela de bronze)
- Medalha da Resistência Francesa com roseta (decreto de 24 de abril de 1946)[12]
- Medalha de Fugitivo
- Cruz do Combatente
- Medalha Colonial com fecho Marrocos, Saara e Extremo Oriente
- Distintivo de ferido militar
- Medalha de Honra do Reconhecimento Franco-Aliado

## Obras publicadas
Publicou em 1947 com o Capitão Emile Mairal: Du Cantal au lac de Constance, journal de marche du 1-152, juin 1944 – mai 1945.
O Diário de Marcha que o Tenente-Coronel André Erulin manteve diariamente na Indochina, entre abril de 1950 e sua morte pela França em junho de 1951, foi publicado por seu neto, Arnaud Erulin, em dezembro de 2021.

## Galeria

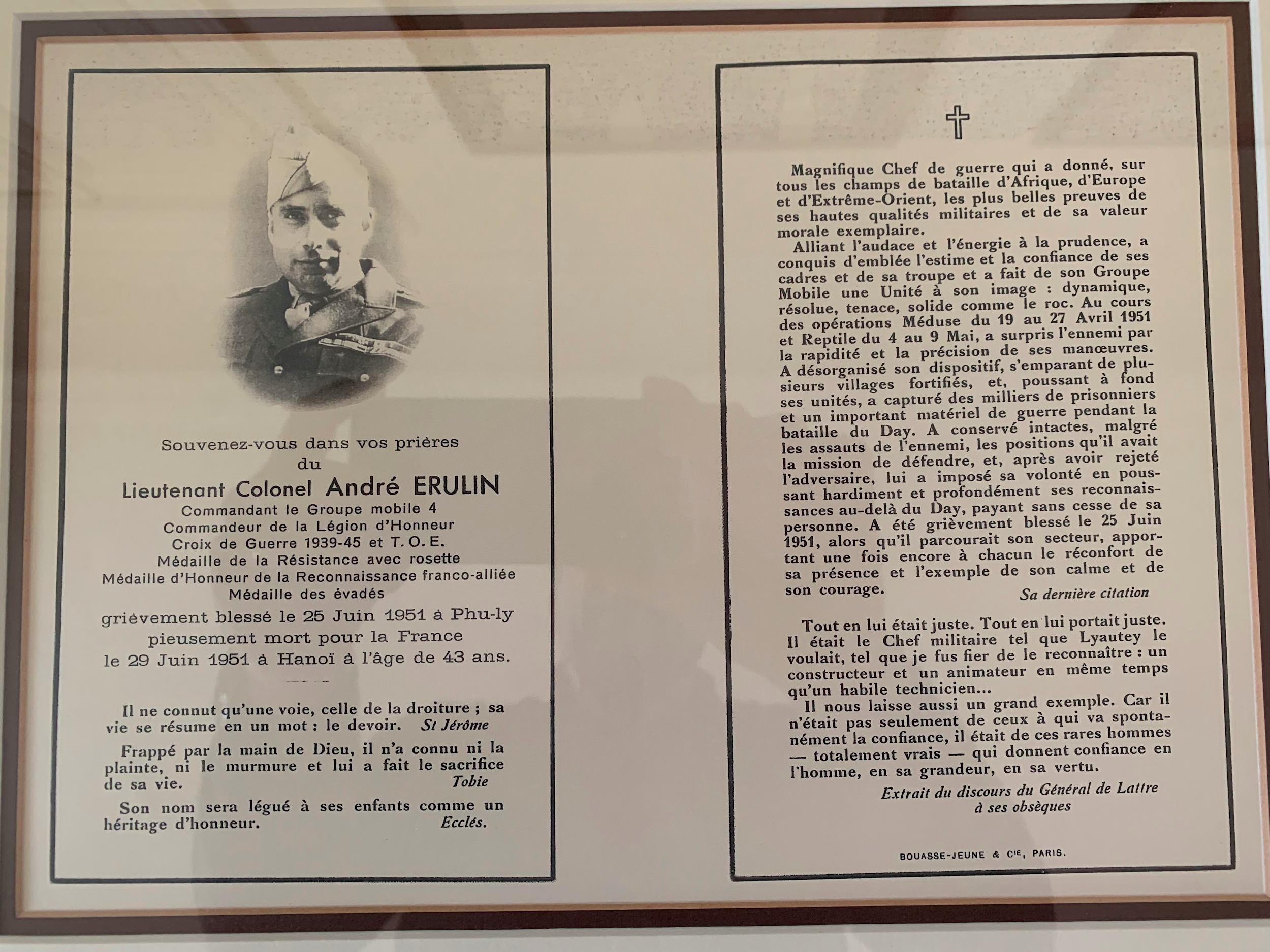
Em memória.
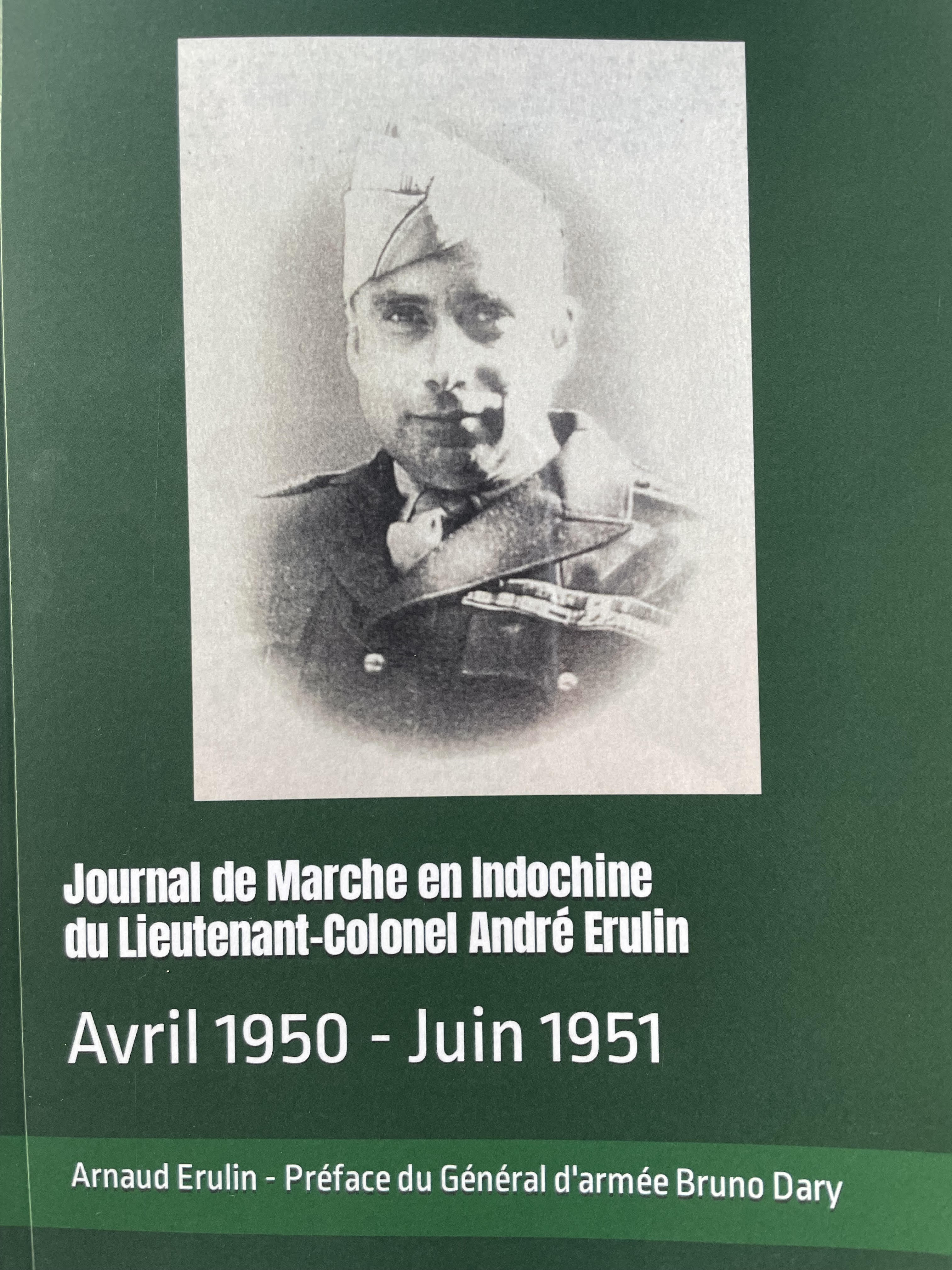
Diário de Marcha na Indochina do Tenente-Coronel André Erulin.
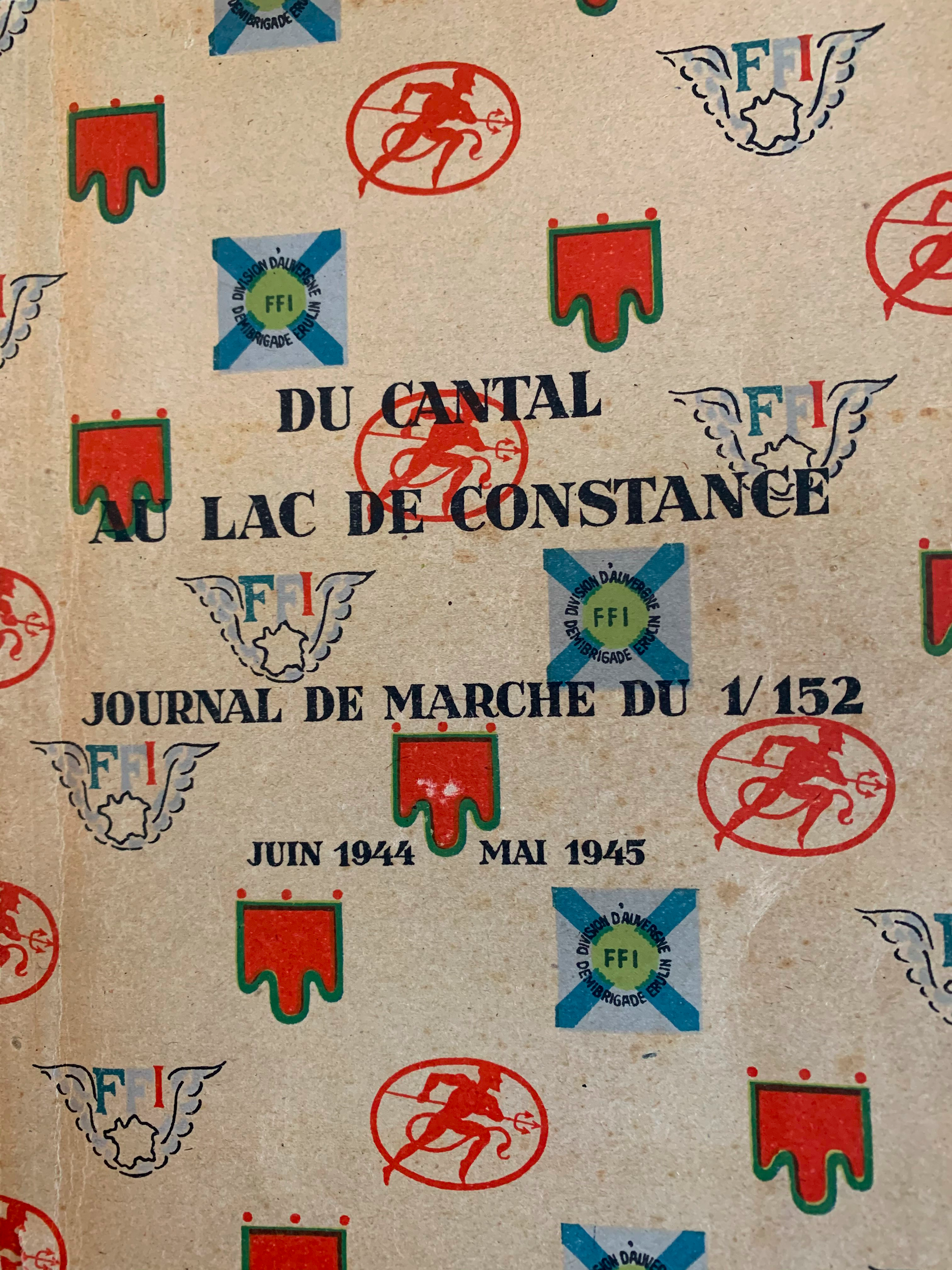
Du Cantal au lac de Constance.